# میمیر (شخصیت کامیک)
میمیر (به انگلیسی: Mimir) یک شخصیت خیالی ابرشرور در کتب کامیک است و منتشر شده توسط مارول کامیکس است. میمیر اولین بار در ثور شماره ۲۴۰ (اکتبر ۱۹۷۵) ظاهر شد و توسط روی توماس، بیل مانتلو و سل باسیما ایجاد شد. میمیر فرزند بوری و عموی اودین بود. او مخالف سابق اودین بود که اودین او را به یک موجود آتشین تبدیل کرد. او در حال حاضر در وِل آو ویسدِم در آزگارد ساکن است. اودین چشم راست خود را به میمیر برای جلوگیری از حکمت راگناروک قربانی کرد. میمیر یک موجود عمیق شناخته شده با توانایی‌های پیش‌بینی است. وقتی ثور به هیلداستَلف سفر می‌کند، به دنبال ویسدِم آو وِل از میمیر است. ظاهراً میمیر در نابودی آزگارد به دست ثور کشته شد.